# Github
Github är en webbaserad och centraliserad lagring av versionshistorik för programvaruutvecklingsprojekt som använder versionshanteringssystemet Git. Github erbjuder gratis lagring men även abonnemang för extra funktionalitet. Många projekt på Github kretsar kring öppen källkod vilket ger användare gratis tillgång till funktionalitet som i annat fall kostar. I maj 2011 utsågs Github till det populäraste värdtjänsten för lagring av öppen källkod och gick därmed om konkurrenterna Sourceforge och Google Code.
Github Inc. grundades 2008 i San Francisco, Kalifornien.
I juli 2012 fick bolaget 100 miljoner USD i Series A-finansiering, till stor del från riskkapitalbolaget Andreessen Horowitz.
Den 4 juni 2018 meddelade Microsoft sin avsikt att köpa Github för 7,5 miljarder USD.

## Beskrivning
Github har konventionella funktioner som kännetecknar sociala nätverkssajter, såsom feeds och prenumerationer på uppdateringar från andra projekt och användare. Sajten har en pastebin-funktion som kallas Gist, med vilken användare kan dela stycken av källkod med varandra. Sajten har även en wiki.
Från och med januari 2010 använder Github det fullständiga företagsnamnet GitHub, Inc.
Githubs programvara är skriven med ramverket Ruby on Rails och programspråket Erlang. Sajten utvecklades ursprungligen av programmerarna Chris Wanstrath, PJ Hyett, William Thompson, och Tom Preston-Werner, vilka kallade sig själva för Logical Awesome.

## Statistik
Github lanserades i april 2008, och 5 juli 2009 uppgick användarantalet till 100 000.
Den 21 september 2011 meddelade företaget att man hade nått 1 miljon registrerade användare. I januari 2013 passerade man 3 miljoner användare, och i april samma år hade man 3,5 miljoner användare och 6 miljoner projektförråd (repositories).I juni 2018 rapporterade Github att de har 28 miljoner användare och 80 miljoner projektförråd.